# Morpho aega
Morpho aega är en fjärilsart som beskrevs av Jacob Hübner 1816/24. Morpho aega ingår i släktet Morpho och familjen praktfjärilar. Inga underarter finns listade i Catalogue of Life.

## Bildgalleri

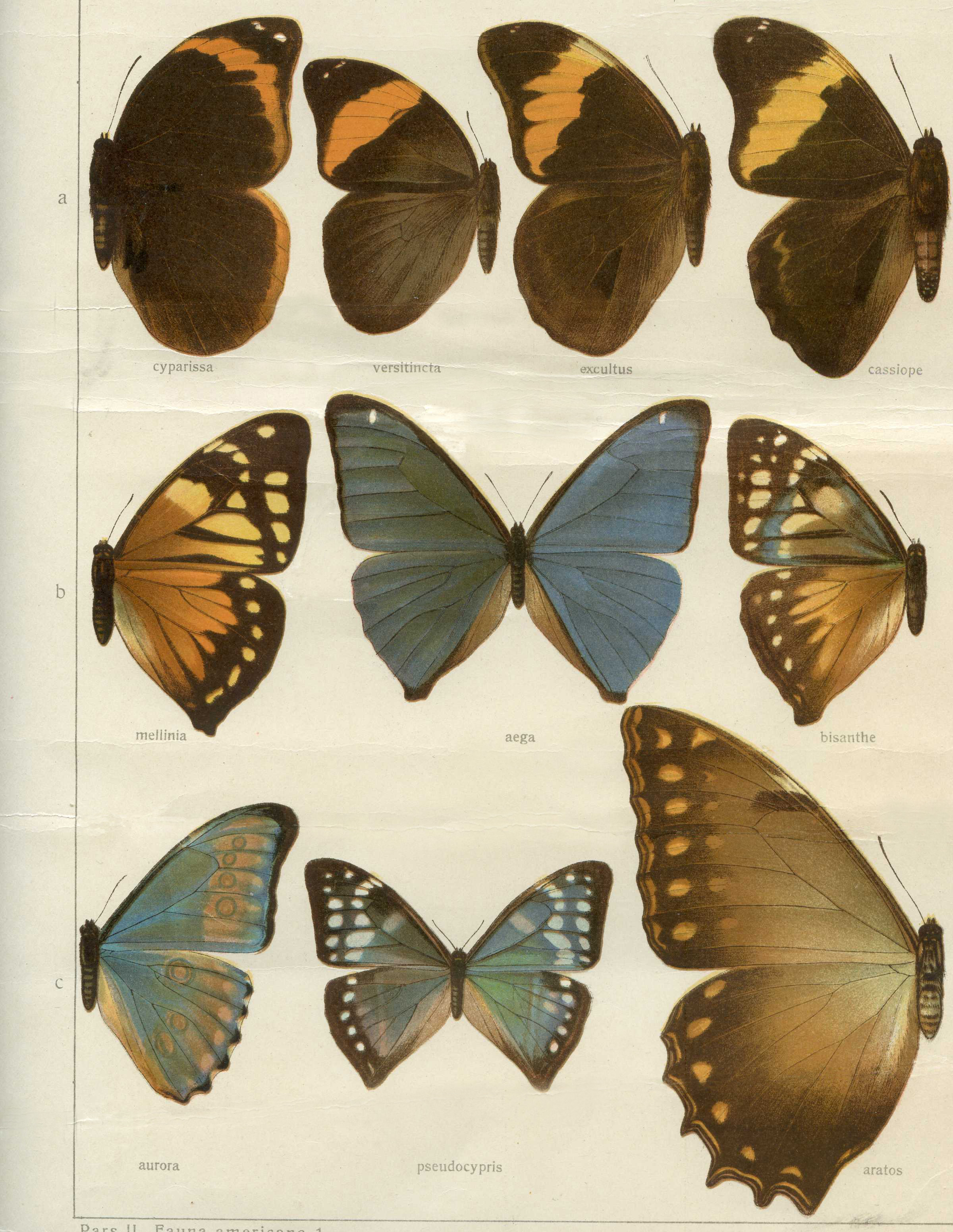
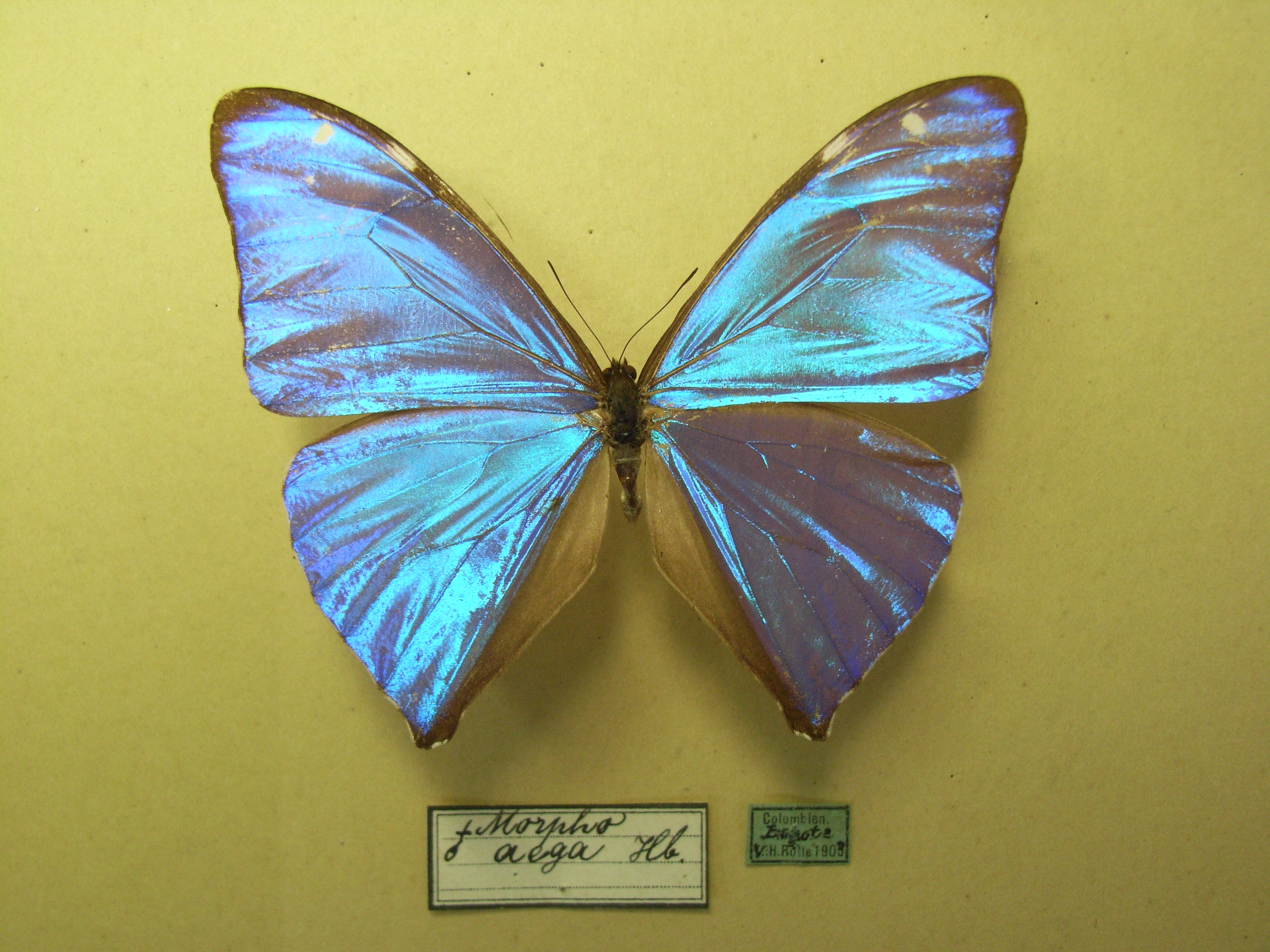